# Eclipse solar del 11 de julio de 2010
El 11 de julio de 2010 se produjo un eclipse solar total que fue visto en el sur del océano Pacífico incluidas las islas Tuamotu en Polinesia Francesa y la isla de Pascua, y por el sur de Chile y Argentina.
El eclipse ocurrío exactamente 19 años después del eclipse total del 11 de julio de 1991.

## Visibilidad
El 11 de julio de 2010, se observó un eclipse total de sol desde dentro de un estrecho corredor que recorre el hemisferio sur de la Tierra. El camino de la sombra de la Luna cruzó el océano Pacífico Sur, donde no tiene tierra a excepción de Mangaia (Islas Cook) y la isla de Pascua (Chile). La trayectoria del eclipse total terminó justo después de alcanzar el sur de Chile y Argentina. La penumbra de la Luna produce un eclipse parcial visible desde una región mucho más grande que cubre el Pacífico Sur y el sur de América del Sur.
El eclipse llegó al continente (Chile continental, Argentina) á las 21:01 hora UTC, 17:01 según el horario de invierno en Chile continental, 18:01 en Argentina. Hablando específicamente de América del Sur, este eclipse fue visto en su totalidad solamente en la Patagonia y no en las zonas centrales de América del Sur.
El evento de cinco minutos fue visto en algunas partes del Pacífico Sur, con varias líneas de cruceros de viajes especiales a lugares remotos de la Polinesia Francesa, las Islas Cook y la Isla de Pascua para tratar de obtener las mejores vistas.
Unos 5.000 astrónomos, cazadores de eclipses y turistas se encontraban en las Tuamotu, un archipiélago de atolones de baja densidad de población, al este de Tahití, donde se vio el eclipse.
Muchas más personas se reunieron en Hanga Roa, donde el clima nublado dio paso a un sol brillante momentos antes del fenómeno.
Este día se jugaba la final del mundo de futbol y el eclipse se pudo apreciar en Argentina por ejemplo en su mejor momento en los minutos finales del partido entre España y holanda.